# Jake Evans
Jake Evans, född 2 juni 1996, är en kanadensisk professionell ishockeyforward som spelar för Montreal Canadiens i National Hockey League (NHL).
Han har tidigare spelat för Rocket de Laval i American Hockey League (AHL) och Notre Dame Fighting Irish i National Collegiate Athletic Association (NCAA).
Evans draftades av Montreal Canadiens i sjunde rundan i 2014 års draft som 207:e spelare totalt.

## Statistik
| 2011–2012   | Mississauga Rebels        | GTHL        | 77  | 34 | 55 | 89  | 38  | —  | — | — | —  | —  |
|             | St. Michael's Buzzers     | OJHL        | 5   | 2  | 2  | 4   | 0   | —  | — | — | —  | —  |
| 2012–2013   | St. Michael's Buzzers     | OJHL        | 50  | 12 | 32 | 44  | 45  | 24 | 8 | 9 | 17 | 14 |
| 2013–2014   | St. Michael's Buzzers     | OJHL        | 49  | 16 | 47 | 63  | 79  | 5  | 0 | 5 | 5  | 8  |
| 2014–2015   | Notre Dame Fighting Irish | NCAA        | 41  | 7  | 10 | 17  | 22  | —  | — | — | —  | —  |
| 2015–2016   | Notre Dame Fighting Irish | NCAA        | 37  | 8  | 25 | 33  | 29  | —  | — | — | —  | —  |
| 2016–2017   | Notre Dame Fighting Irish | NCAA        | 40  | 13 | 29 | 42  | 47  | —  | — | — | —  | —  |
| 2017–2018   | Notre Dame Fighting Irish | NCAA        | 40  | 13 | 33 | 46  | 18  | —  | — | — | —  | —  |
| 2018–2019   | Rocket de Laval           | AHL         | 67  | 13 | 32 | 45  | 26  | —  | — | — | —  | —  |
| 2019–2020   | Montreal Canadiens        | NHL         | 13  | 2  | 1  | 3   | 0   | 6  | 0 | 1 | 1  | 0  |
|             | Rocket de Laval           | AHL         | 51  | 14 | 24 | 38  | 26  | —  | — | — | —  | —  |
| 2020–2021   | Montreal Canadiens        | NHL         | 47  | 3  | 10 | 13  | 29  | 7  | 1 | 1 | 2  | 4  |
| 2021–2022   | Montreal Canadiens        | NHL         | 72  | 13 | 16 | 29  | 22  | —  | — | — | —  | —  |
| 2022–2023   | Montreal Canadiens        | NHL         | 54  | 2  | 17 | 19  | 28  | —  | — | — | —  | —  |
| NHL totalt  | NHL totalt                | NHL totalt  | 186 | 20 | 44 | 64  | 79  | 13 | 1 | 2 | 3  | 4  |
| AHL totalt  | AHL totalt                | AHL totalt  | 118 | 27 | 56 | 83  | 52  | —  | — | — | —  | —  |
| NCAA totalt | NCAA totalt               | NCAA totalt | 158 | 41 | 97 | 138 | 116 | —  | — | — | —  | —  |